# 1988 no teatro

## Nascimentos
| Data           | Nome            | Profissão       | Nacionalidade  | Observações | Ref |
| -------------- | --------------- | --------------- | -------------- | ----------- | --- |
| 5 de abril     | Daniela Luján   | atriz e cantora | México         |             |     |
| 5 de julho     | Luma Costa      | atriz           | Brasil         |             |     |
| 14 de dezembro | Vanessa Hudgens | atriz e cantora | Estados Unidos |             |     |

## Mortes
| Data | Nome | Profissão | Nacionalidade | Observações | Ref |
| ---- | ---- | --------- | ------------- | ----------- | --- |